# Полет 4374 на „Еър Ню Зеланд“
Полет 4374 на „Еър Ню Зеланд“ е вътрешен чартърен полет от летище „Гисбърн“, Гисбърн, до международно летище „Окланд“, Оукланд, Нова Зеландия, управляван от „Еър Ню Зеланд“. На 17 февруари 1979 г. самолетът „Фокер F27 Френдшип“, който изпълнява полета, се разбива в пристанището Манукау на 1 км западно от предвидената писта на летището в Окланд. В катастрофата умират капитанът и един пътник. По време на инцидента Окланд преживява най-обилните валежи от 43 години насам, а видимостта официално е описана като „ограничена“.
Разследването установява, че екипажът вероятно е подведен от визуална илюзия заради дъжда, който закрива прага на пистата. Това, съчетано с невъзможност за ефективно наблюдение на инструменти в пилотската кабина (пилотите вярват, че са на безопасна височина), причинява катастрофата на самолета в пристанището. Инцидентът довежда до създаване на Комисия за разследване на спасителните и пожарните служби на международните летища в страната и много други разпоредби, свързани с авиацията в Нова Зеландия.